# Février 2019
Février 2019 est le 2e mois de l'année 2019.

## Évènements
- 1 février : l'Arch Mission Foundation annonce le succès de la mise en orbite d'un disque contenant des copies de pages Wikipédia, première pièce de son  projet d'archivage des connaissances dans l'espace « Orbital Library ».
- 2 février : la Russie entame le processus de retrait du traité sur les forces nucléaires à portée intermédiaire le lendemain de l'annonce du retrait américain.
- 3 février : élection présidentielle au Salvador, Nayib Bukele est élu au premier tour.
- 3 au 6 février : l'armée française bombarde une colonne de rebelles de l'UFR au Tchad.
- 6 février : signature du treizième accord de paix en Centrafrique entre le gouvernement centrafricain et 11 groupes rebelles.
- 7 février : à la suite des tensions diplomatiques croissantes entre le gouvernement français et le gouvernement italien, l'ambassadeur de France en Italie Christian Masset est rappelé en France. Le 15 février, la réouverture de l'ambassade est annoncée.
- 10 février : la votation fédérale en Suisse sur une initiative populaire restreignant l'étalement urbain est rejetée.
- 12 février : fin du procès aux États-Unis du narcotrafiquant mexicain El Chapo, considéré comme le plus gros trafiquant de drogue au monde, reconnu coupable de tous ses chefs d'inculpation. Le 17 juillet 2019, il est condamné à la prison à perpétuité plus 30 années supplémentaires.
- 13 février :
  - un attentat contre les gardiens de la Révolution dans le Sistan-et-Baloutchistan fait au moins 27 morts[1] ;
  - la NASA confirme la perte de l'astromobile Opportunity, quinze ans après son atterrissage sur Mars.
- 14 février :
  - en Inde, l'attaque d'un convoi militaire près de Srinagar (Jammu-et-Cachemire) fait au moins 40 morts[2], et sert de déclencheur à la confrontation indo-pakistanaise de 2019 ;
  - douze ans après sa mise en service, Airbus annonce l'arrêt de la production de l’A380 et la fin des livraisons en 2021.
- 15 février : le président du gouvernement d'Espagne Pedro Sánchez annonce la convocation d’élections générales anticipées pour le 28 avril 2019.
- 16 février :
  - le pape François confirme la réduction à l'état laïc du cardinal Theodore McCarrick, accusé d'abus sexuels sur mineurs ;
  - Mikaela Shiffrin remporte à Åre son quatrième titre mondial du slalom d'affilée, ce qu'aucun skieur ou skieuse n'a réalisé avant elle ;
  - le film Synonymes, de Nadav Lapid, remporte l'Ours d'or de la Berlinale 2019.
- 19 février :
  - alors que l'espèce était considérée comme éteinte depuis une centaine d'années, découverte d'une tortue femelle adulte Chelonoidis phantastica dans les Îles Galápagos ;
  - la description de deux nouvelles espèces de chauves-souris du Paléarctique occidental est publiée : le Murin cryptique (Myotis crypticus), en Europe, et le Murin Zenati (Myotis zenatius), en Afrique du Nord.
- 20 février : première observation depuis 1984 de Megachile pluto, la plus grande espèce d'abeille au monde, redécouverte dans les Îles Moluques du Nord, en Indonésie[3].
- 20-21 février : un incendie dans un entrepôt de produits chimiques tue au moins 81 personnes à Dacca[4],[5]..
- 21 février : 
  - décollage de Beresheet, à la fois première sonde spatiale destinée à la Lune produite par des agences privées et premier engin envoyé sur la Lune ni américain ni soviétique ni chinois - en l'occurrence israélien.
  - le Botswana confirme son intention de légaliser la chasse aux animaux sauvages sur son territoire[6].
  - une famille française non vaccinée, composée de deux parents (de 30 et 35 ans) et d'un enfant de 5 ans, est officiellement suspectée d'avoir réintroduit la rougeole au Costa Rica, alors que celle-ci avait disparu du pays en 2014. Arrivée sur le territoire costaricien le 18 février, elle est maintenue à l'isolement à l'Hôpital Monseñor Sanabria (es) de Puntarenas[7].
- 22 février : 
  - la sonde japonaise Hayabusa 2 réussit avec succès ses prélèvements sur l'astéroïde (162173) Ryugu.
  - en Algérie, des centaines de milliers de personnes manifestent pour protester contre un éventuel cinquième mandat du président Abdelaziz Bouteflika (au pouvoir depuis 1999 et physiquement diminué depuis un AVC en 2013). La plupart des manifestations se déroulent dans le calme, sauf à Alger (où elles sont strictement interdites depuis 2001), où des heurts (jets de pavés entre autres) ont lieu. Au total, 41 personnes sont interpellées[8].
- 23 février : élection présidentielle, élections législatives et sénatoriales au Nigéria.
- 24 février : 
  - à Cuba, la population approuve par référendum constitutionnel l'adoption d'une nouvelle constitution remplaçant celle de 1976. Elle reconnaît notamment la propriété privée et les investissements étrangers[9] ;
  - élections législatives et référendum en Moldavie ;
  - élection présidentielle au Sénégal, Macky Sall est réélu ;
  - élections régionales en Sardaigne ;
  - 91e cérémonie des Oscars.
- 25 février : 
  - dans la continuité des manifestations de vendredi en Algérie, ce sont des avocats qui se réunissent cette fois à Alger pour protester contre un éventuel cinquième mandat du président Abdelaziz Bouteflika[10] ;
  - Mohammad Javad Zarif, ministre des Affaires étrangères de l'Iran depuis 2013, connu pour son rôle clé dans l'accord de Vienne sur le nucléaire iranien, annonce sa démission sur son compte Instagram[11].
- 26 février : 
  - le clip de Despacito de Luis Fonsi, déjà la première vidéo à avoir dépassé les 3 milliards, les 4 milliards et les 5 milliards de vues sur YouTube, devient également la première vidéo à dépasser les 6 milliards de vues sur YouTube[12] ;
  - premiers affrontements de la confrontation indo-pakistanaise de 2019 : en représailles à l'attentat-suicide commis contre un convoi militaire indien deux semaines plus tôt, la force aérienne indienne bombarde des positions terroristes situés au Pakistan, accentuant les tensions entre les deux pays[13]. Il s'agit en effet des premières frappes aériennes menées sur la ligne de contrôle depuis la troisième guerre indo-pakistanaise[13]. Le même jour des incidents frontaliers aboutissent parallèlement à la mort de quatre civils dans l'Azad Cachemire[14],[15] ;
  - nouvelles manifestations en Algérie. Cette fois-ci, ce sont les étudiants qui sont à l'honneur. À Alger, Oran, Mostaganem et Tizi Ouzou, ils défilent par milliers pour protester contre un éventuel cinquième mandat du président Abdelaziz Bouteflika[16].
- 27 février : 
  - le Pakistan affirme avoir abattu deux chasseurs indiens dans l'espace aérien pakistanais. L'un d'entre eux serait retombé au Cachemire pakistanais et son pilote aurait été fait prisonnier par les autorités locales. L'Inde de son côté affirme avoir abattu un MIG pakistanais. Dans ce contexte de fortes tensions, le Pakistan prend la décision de fermer son espace aérien[17];
  - un combat aérien oppose 8 avions de la force aérienne indienne et 24 appareils pakistanais[18]. Il s'agit du premier combat aérien entre les deux pays depuis la troisième guerre indo-pakistanaise[réf. souhaitée] ;
  - à l'occasion du sommet d'Hanoï, le président américain Donald Trump et le dirigeant nord-coréen Kim Jong-un se rencontrent pour la première fois depuis leur dernier sommet  qui avait eu lieu à Singapour le 12 juin 2018.
- 28 février : 
  - le sommet d'Hanoï entre le président américain Donald Trump et le dirigeant nord-coréen Kim Jong-un est brusquement écourté sans qu'aucun accord n'ait été trouvé entre les deux parties[19]. En cause notamment : des points de divergence concernant la dénucléarisation de la Corée du Nord et la levée des sanctions imposées au pays ;
  - le premier ministre du Pakistan, Imran Khan, annonce qu'Abhinandan Varthaman (en), le pilote de chasse indien capturé mercredi, sera libéré, le vendredi 1er mars 2019, en signe de paix[20].
  - l'Académie française approuve un rapport énonçant qu'il n'existe aucun obstacle de principe à la féminisation des noms de métiers et de professions en français.